# Frank Hoffmann (Manager)
Frank Hoffmann (* 21. März 1966 in Gütersloh) ist ein deutscher Medienmanager, der 2013 als Nachfolger von Anke Schäferkordt Chef von RTL Deutschland wurde und diesen Posten 2019 verließ. Seit September 2020 ist er TV-Geschäftsführer bei WeltN24.

## Karriere
Hoffmann begann seine berufliche Laufbahn als freier Mitarbeiter des Westfalenblatts und der Bonner Rundschau, dann wurde er Redakteur und Fotograf bei „teuto Press“. Ab 1990 war er für die Fernsehproduktionsfirma „teuto tele“ tätig. 1992 wechselte Hoffmann zu RTL und wurde Redakteur und Reporter beim Magazin Explosiv, 1994 übernahm er die Redaktionsleitung von Extra, von 1999 bis 2005 war er Bereichsleiter für alle Magazine. Nach dem Wechsel von Anke Schäferkordt zu RTL Television trat Frank Hoffmann im April 2005 deren Nachfolge als Geschäftsführer und Chefredakteur von VOX an. 2013 wurde er wieder ihr Nachfolger, diesmal bei RTL Deutschland, und verließ den Sender Anfang 2019, nachdem auch Schäferkordt die RTL Group verlassen musste.
Zum 1. September 2020 übernahm er als Nachfolger von Torsten Rossmann den Posten des TV-Geschäftsführers bei der WeltN24 GmbH.